# Klein-Bombach
Klein-Bombach ist ein Wohnplatz, der zur Stadt Lohmar im Rhein-Sieg-Kreis in Nordrhein-Westfalen gehört. 

## Geographie
Klein-Bombach liegt im äußersten Norden der Stadt Lohmar. Umliegende Ortschaften und Weiler sind Bombach im Norden, Weyerhof im Osten, Hasenberg, Kulhoven und Aggerhütte im Südosten, Honsbach im Süden, Grünagger, Agger, Jexmühle und Naafshäuschen im Südwesten, Stöcken, Breideneichen und Hoven im Westen sowie Dahlhaus und Unterdahlhaus im Nordwesten.
Nördlich von Klein-Bombach fließen der Bombach und der Kombach, beides orographisch rechte Nebenflüsse der Agger. Der Dahlhauser Bach, ein rechter Nebenfluss der Agger, fließt südwestlich von Klein-Bombach entlang. Der Jexmühlenbach, ein ebenfalls rechter Nebenfluss der Agger, fließt südlich von Klein-Bombach entlang.

## Verkehr
- Klein-Bombach liegt an der Bundesstraße 484.
- Die nächstgelegenen Bahnhöfe liegen in Lohmar-Honrath bei Jexmühle und in Overath.
- Die Buslinie 557 verbindet den Ort mit Siegburg und Overath. Klein-Bombach gehört zum Tarifgebiet des Verkehrsverbund Rhein-Sieg (VRS).[2]
- Ein Anruf-Sammeltaxi (AST) ergänzt den ÖPNV und kann in den benachbarten Ortschaften und Weilern genutzt werden.